# Solaris Urbino 9
Solaris Urbino 9 je model polského nízkopodlažního autobusu, který vyráběla společnost Solaris Bus & Coach v letech 1999 až 2002.
Autobus Urbino 9 patří do rodiny městských autobusů Solaris Urbino. Urbino 9, o délce přibližně 9 metrů, byl z nich v té době nejmenší a řadí se tak do kategorie menších vozidel. Jedná se o dvounápravový zcela nízkopodlažní vůz, který je využíván na málo vytížených linkách. Vstup a výstup cestujících zajišťují dvoje dveře v pravé bočnici. Přední jsou jednokřídlé, střední pak dvoukřídlé. Celkem bylo vyrobeno pouze 21 kusů těchto autobusů, na začátku 21. století je totiž ve výrobě nahradila o metr delší varianta s označením Urbino 10. Všechny vyrobené vozy Urbino 9 byly dodány do polských měst. Jejich největším provozovatelem je dopravní podnik ve městě Ostrołęka, který vlastní deset vozidel Solaris Urbino 9. Později vznikly ještě kratší modely Solaris Alpino 8,6 a Solaris Alpino 8,9 LE.